# Arisemus mariannae
Arisemus mariannae és una espècie d'insecte dípter pertanyent a la família dels psicòdids que es troba a Amèrica: Puerto Rico.